# Systoechus fumipennis
Systoechus fumipennis är en tvåvingeart som beskrevs av Joseph Hannum Painter 1962. Systoechus fumipennis ingår i släktet Systoechus och familjen svävflugor. Inga underarter finns listade i Catalogue of Life.